# Flicks
Pour plus de détails, voir Fiche technique et Distribution.
Flicks est une comédie américaine réalisée par Peter Winograd et Kirk Henderson et sortie en 1983.

## Fiche technique
- Titre original : Flicks
- Réalisation : Peter Winograd et Kirk Henderson
- Scénario : Larry Arnstein, David Hurwitz, Lane Sarasohn et Peter Winograd
- Photographie : Scott Miller
- Montage : Barbara Pokras
- Musique : John W. Morgan
- Costumes : Pat Tonnema
- Décors : Lynda Burbank
- Producteur : David Axelrod, Bert Kamerman et Irving Axelrad
  - Producteur associé : Edward Glass, Barry Schoor et Penn Sicre
  - Producteur délégué : Salah M. Hassanein et Edward R. Pressman
- Sociétés de production : Flicks Films
- Sociétés de distribution : United Film Distribution Company et 20th Century Fox Home Entertainment
- Pays d'origine :  États-Unis
- Langue originale : anglais
- Format : couleur
- Genre : Comédie
- Durée : 79 minutes
- Dates de sortie :
  - États-Unis :
    - 26 octobre 1983 (Tallahassee)
    - janvier 1987 (en salles)

## Distribution

### Philip Alien
- Pamela Sue Martin : Liz Stone
- Sam Diego : Philip Alien
- Harry Shearer : voix de Philip Alien et voix de George Blik
- Mitchel Evans : George Blik
- Joe George : Sal Capezio

### New Adventures of the Great Galaxy
- Joan Hackett : Capitaine Grace
- Martin Mull : Tang
- Richard Belzer : Stoner
- Barry Pearl : Red
- Lincoln Kilpatrick : Walt
- Sam Diego : le bureaucrate
- William Friedman : Willy

### House of the Living Corpse
- Martin Mull : Arthur Lyle
- Betty Kennedy : Beth Lyle
- Danny Dayton : Ogden Flood

### Whodunit
- Peter Schrum : Regniald Hacroft IV
- Ian Abercrombie : l'inspecteur
- Michael Billington : le député inspecteur
- Alan Shearman : le narrateur

### No Way, José
- Harry Shearer : le narrateur